# E-Junior
e-Junior (arab. ‏إي جونيور‎) – kanał telewizyjny adresowany do dzieci, funkcjonujący w Zjednoczonych Emiratach Arabskich. Został uruchomiony w 2001 roku.